# Chris Harris (Journalist)

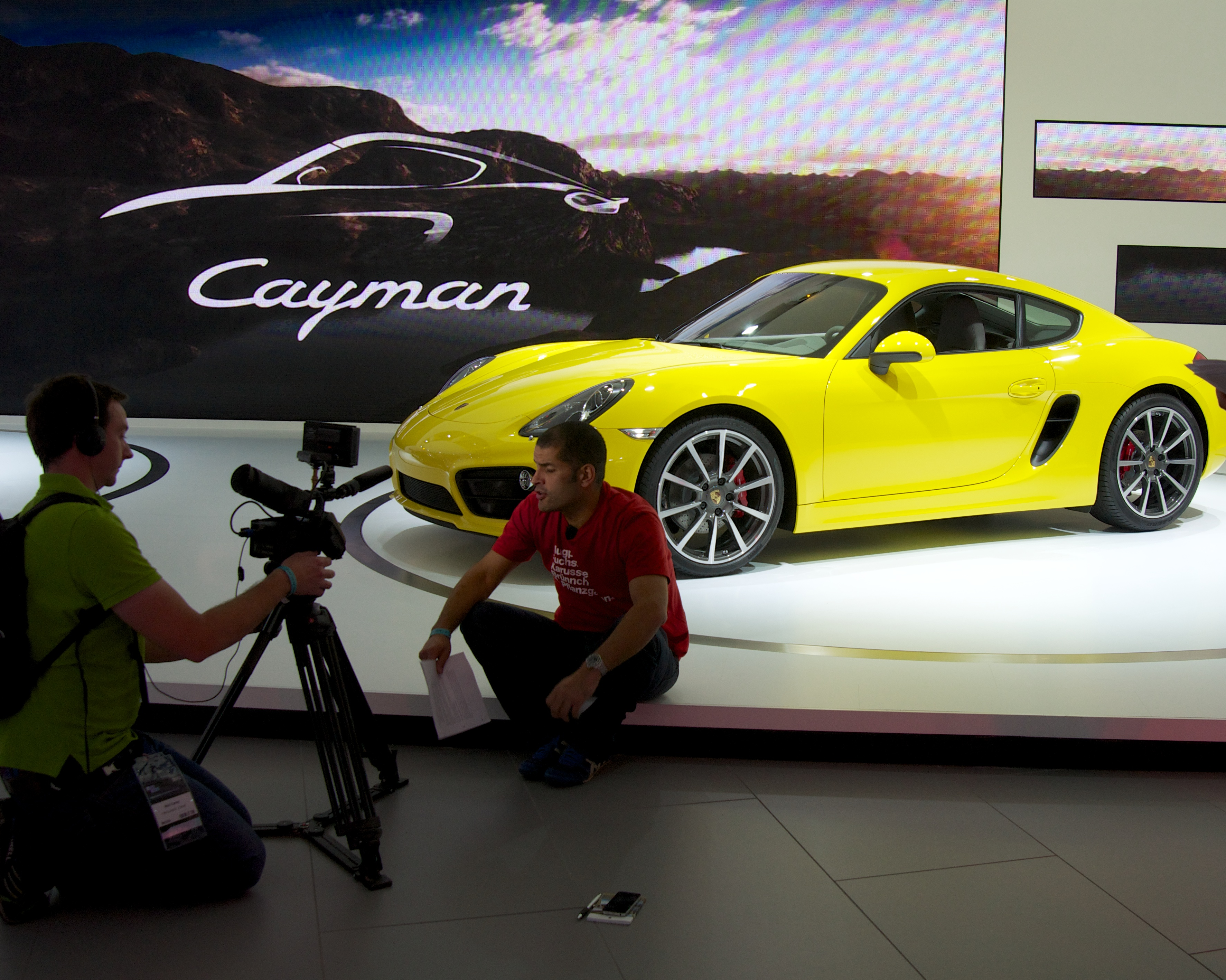
Chris Harris während der Aufnahme eines Berichtes zur LA Auto Show, 2012

Chris Harris (* 20. Januar 1975) ist ein britischer Motorjournalist und Rennfahrer.

## Karriere
Als Autor schrieb er unter anderem Artikel für die Magazine Evo und Autocar sowie das Online-Magazin Jalopnik. Daneben war er bereits als Moderator des YouTube-Kanals /Drive und dessen Ableger auf NBC tätig. Außerdem unterhält Harris seinen eigenen YouTube-Kanal Chris Harris on Cars, auf welchem er gemeinsam mit seinem langjährigen Kollegen Neil Carey Fahr- und Erfahrungsberichte zu verschiedensten Fahrzeugen vorstellt. Größeres Aufsehen erlangte hier vor allem der Vergleich zwischen dem Ferrari LaFerrari, dem McLaren P1 und dem Porsche 918. Im Februar 2016 hatte sein Kanal 338.000 Abonnenten und beinahe 25 Millionen Aufrufe.
Im Dezember 2015 wurde Harris erstmals als möglicher Co-Moderator von Chris Evans bei der Neuauflage der britischen Automobilsendung Top Gear genannt. Im Februar 2016 wurde er als Co-Moderator neben Evans, Sabine Schmitz, Matt LeBlanc, Eddie Jordan und Rory Reid präsentiert.